# Akşehir
Akşehir (ville blanche) est un chef-lieu du district d'Akşehir (nl), dans la province de Konya en Turquie.

## Géographie
Le district a une superficie de 1 442 km2 pour une population de 119 831 hab. soit une densité de 83 hab./km2 en 2007. La ville est à 110 km au nord-ouest de la capitale provinciale Konya.

## Histoire
Les premières traces l'habitation et d'installation, trouvées à Akşehir, datent du néolithique.
Akşehir s'est appelée Philomelium (En grec : Philomélion, Φιλομήλιο ; En latin : Philomelium).
En 1116 Akşehir est le théâtre de la bataille de Philomélion. Elle a opposé les troupes de l'empereur byzantin Alexis Ier Comnène à celles du sultan seldjoukide de Roum Malik Chah Ier. Le traité de paix qui suit cette bataille est avantageux pour les Byzantins.

## Nasr Eddin Hodja
Nasr Eddin Hodja est un ouléma mythique de la culture musulmane qui aurait vécu en Turquie, de 1208 à 1284 au XIIIe siècle. Sa renommée va des Balkans à la Mongolie et ses aventures sont célébrées dans des dizaines de langues.
Nasr Eddin vit en général à Akşehir où il a un cénotaphe.
Fête annuelle de Nasr Eddin Hodja du 5 au 10 juillet.